# Gypona pallidana
Gypona pallidana är en insektsart som beskrevs av Delong 1980. Gypona pallidana ingår i släktet Gypona och familjen dvärgstritar. Inga underarter finns listade i Catalogue of Life.